# Elipsoida Jakobiego

Haumea, planeta karłowata w kształcie trójosiowej elipsoidy.

Elipsoida Jacobiego to trójosiowa elipsoida w równowadze, która występuje, gdy oddziałujące ze sobą polem grawitacyjnym płynne ciało wiruje ze stałą prędkością kątową. Jest nazwana na cześć niemieckiego matematyka Carla Gustava Jakoba Jacobiego..

## Historia
Przed Jacobim, sferoida Maclaurina, której kształt został opisany w 1742 roku, była uważana za jedyną elipsoidę, która może być w stanie równowagi. Lagrange w 1811 roku rozważał możliwość istnienia trójosiowej elipsoidy równowagej, ale doszedł do wniosku, że dwa równikowe osie elipsoidy musiałyby być równe, co prowadzi do z powrotem do sferoidy Maclaurina. Ale Jacobi zdał sobie sprawę, że to, co pokazał Lagrange, było warunkiem wystarczającym, ale nie koniecznym. Zaznaczył, że 

można zrobić poważny błąd, zakładając, że sferoidy obrotowe są jedynymi dopuszczalnymi bryłami równowagowymi nawet pod restrykcyjnymi założeniami dotyczącymi powierzchni drugiego stopnia

, dodając dalej, że 

w rzeczywistości proste rozważanie pokazuje, że elipsoida z trzema nierównymi osiami może być bryłą równowagową; można nawet przyjąć dowolną elipsę za przekrój równikowy i wyznaczyć trzecią, najkrótszą oś i moment pędu takie, że elipsoida ta byłaby bryłą równowagową.

.